# Ixorhea tschudiana
Ixorhea tschudiana là loài thực vật có hoa trong họ Mồ hôi. Loài này được Fenzl mô tả khoa học đầu tiên năm 1886.